# Белоконев, Сергей Юрьевич
Сергей Юрьевич Белоконев (род. 20 июля 1977, м. Свобода, Курская область) — российский политический деятель, секретарь Федерального совета молодежного движения НАШИ (2005-2008), депутат Государственной думы пятого созыва (2007—2011), руководитель Федерального агентства по делам молодёжи (июнь 2012 — март 2014).

## Образование
В 2000 году окончил Курский государственный педагогический университет, факультет истории
В 2001 году окончил Московский государственный социальный университет, юридический факультет
В 2004 защитил кандидатскую диссертацию на философском факультете Московского государственного университета имени М. В. Ломоносова
С 2005 году ведёт преподавательскую деятельность на кафедре политической психологии, с 2008 года — на кафедре социологии и психологии политики МГУ. Также является руководителем департамента политологии Финансового университета.

## Биография
В конце 2003 года, после окончания аспирантуры Факультета истории, политологии и права Российского государственного гуманитарного университета, Сергей Юрьевич Белоконев защитил кандидатскую диссертацию на философском факультете Московского государственного университета им. М.В. Ломоносова, с 2005 года по 2013 года являлся преподавателем дисциплин по политической психологии и связям с общественностью.
Являясь секретарем Федерального совета молодежного движения НАШИ и заместителем Василия Григорьевича Якеменко, Сергей Юрьевич Белоконев разработал и реализовал концепцию молодежного образовательного форума Селигер 2005 (и в последующие годы курировал его образовательную и инновационную программу). Созданный и реализованный совместно с Василием Якеменко форум Селигер и система подготовки кадров (Высшая школа управления), стали новым этапом развития государственной молодежной политики. На этой основе, решением Президента РФ Владимира Владимировича Путина, был воссоздан в Правительстве РФ  Государственный Комитет по делам молодежи (октябрь 2007 года) и впервые создан комитет Госдумы РФ по делам молодежи (2007 - 2011 г.г.).
К 2012 - 2013 г.г. под руководством Сергея Юрьевича Белоконева (2008 - 2011 г.г. Комитет Госдумы по делам молодежи,  2012 - 2014 г.г. Росмолодежь) была создана система молодежных форумов - более 40 окружных и межрегиональных форумов (СелиДон, СелиАс, СелиСах/Острова, Машук, БалтАртек, Ладога, Волга, ИВолга, Утро, ТИМ-Бирюса и другие).
Под эгидой Комитета Госдумы по делам молодежи (председатель П. Тараканов) , 1-й заместитель председателя Комитета ГД РФ Сергей Юрьевич Белоконев создал и координировал Объединение молодых депутатов России (более 150 депутатов региональных парламентов и более тысячи муниципальных депутатов).
В 2008 году в рамках форума СелиАс была разработана и внедрена технология создания, сопровождения и поддержки молодежных инициатив - Конвейер молодежных проектов. В период с 2008 по 2011 г.г., созданный депутатом ГосДумы РФ Сергеем Юрьевичем Белоконевым фонд Национальные перспективы, смог подготовить тысячи молодежных проектов и привлечь средства предпринимателей и спонсоров в около 1000 проектов на сумму более чем 1 млн. долларов.
Эта успешная работа стала основой для создания всероссийской государственной системы обучения, отбора и грантовой поддержки молодежных проектов, стартовавшая с 2012 года.
Новый руководитель Росмолодежи, Сергей Юрьевич Белоконев, по итогам форума Селигер 2012 года, получил поддержку Президента РФ Владимира Владимировича Путина, на государственное финансирование молодежных проектов - 1000 проектов были поддержаны государством более чем на 120 млн. рублей.
В дальнейшем, за год, была создана всероссийская система отбора и поддержки молодежных проектов - в 2013 году около 6000 молодежных проектов получили поддержку на федеральном, региональном и муниципальном уровне.
Успехом молодежной политики 2012 - 2014 г.г. было создание системы 10 федеральных проектов (в 2011 году их было только 4), охватывающей все основные направления реализации талантливой молодежи - от инноваций и предпринимательства, до спортивного волонтерства и кадров для строительства и ЖКХ.
Параллельно с этим Сергею Юрьевичу Белоконеву удалось успешно выполнить поручение руководства партии Единой России по укреплению регионального отделения Смоленской области, которое к весне 2009 года проиграла ряд выборов, включая поражения кандидата от власти на выборах мэра Смоленска в марте 2009 года.
В течение 500 дней (с 2009 по 2010 г.г.) региональное отделение партии Единой России под руководством депутата ГД РФ Сергея Юрьевича Белоконева выиграло все выборы проходившие в Смоленской области - включая выборы в Городской совет Смоленска, где 16 из 25 выдвинутых партией Единая Россия кандидатов, стали депутатами, а в новом горсовете фракция Единая Россия составила 24 из 25 депутатов. Партийная работа была отмечена Почетной грамотой от Председателя Высшего совета Единой России Б. В. Грызлова и Благодарностью от руководителя МКС ЦФО Единой России И.Лобанова.
С весны 2014 года Сергей Юрьевич Белоконев переходит в сферу инвестиций, был назначен советником Министра регионального развития РФ, а осенью 2014 года переходит в крупнейшую российскую частную инвестиционную компанию "Атон-Капитал" (назначен директором по развитию - направление GR).
Летом 2016 года кандидату политических наук Сергею Юрьевичу Белоконеву было предложено возглавить департамент Финансового Университета при Правительстве РФ (ведущий экономический вуз России). С 2018 года Департамент политологии был расширен до Департамента политологии и массовой коммуникации Финансового Университета Правительстве РФ.
С августа 2020 года после реорганизации в Финансовом Университете и формирования крупных образовательных структур - факультетов - приказом ректора Университета Белоконев С.Ю. назначен научным руководителем Факультета Социальных наук и массовых коммуникаций, который включает 4 научных департамента (политологии, социологии, массовой коммуникации и психологии).
В 2021 году избран зам. председателя Попечительского совета Новосибирского государственного университета экономики и управления "НИНХ" - ведущего экономического университета Сибири и Дальнего Востока.
С 2022 года занимает должность доцента кафедры государственного и муниципального управления ГУУ.